# Pithecopus centralis
Pithecopus centralis é uma espécie de anfíbio da família Hylidae. É endêmica do Brasil. Os seus habitats naturais são: savanas húmidas, regiões subtropicais ou tropicais matagal húmido e rios. Está ameaçada por perda de habitat.
Algumas caracteríticas da Phyllomedusa centralis são descritas com base em indivíduos da localidade-tipo, Chapada dos Guimarães, Estado de Mato Grosso, Brasil.Os girinos dessa perereca tem um abdômen opaco, bainha maxilar superior medial superior, e uma abundância de papilas disco oral caracterizar o girino de P. centralis. Phyllomedusa centralis, Phyllomedusa ayeaye, Phyllomedusa oreades e Phyllomedusa megacephala são semelhantes em que habitam pequenos riachos, as larvas com medial alta bainhas superiores mandíbulas, espiráculo abertura livre de corpo, e uma barbatana ventral cerca de três vezes mais profundo do que a nadadeira dorsal. O repertório vocal de P. centralis é constituída por três diferentes chamadas ("chamada única", "chamada composta" e "chamada resposta"). Estas chamadas são diferentes de outras espécies do grupo hypochondrialis por sua baixa freqüência dominante, duração da nota curta e larga com faixa de freqüência mínima (fundamental) e as freqüências máxima coincidente com a freqüência dominante.